# Ángel Sagarmínaga Mendieta
Ángel Sagarmínaga Mendieta (Igorre, Vizcaya, 1 de marzo de 1890 - Santa María de la Alameda, Madrid, 15 de marzo de 1968) fue un teólogo, canónigo y misionero español. Primer director nacional de las Obras Misionales Pontificias de España (1926-1968).

## Biografía
Realizó los estudios eclesiásticos en el Seminario menor de Durango y en la Universidad Pontificia de Comillas, donde se doctoró en Teología y Derecho Canónico. Tras su ordenación sacerdotal (1916), se instaló en el seminario de Vitoria, donde impartió clases de Historia de la Iglesia (1916‑1926). Realizó diversas fundaciones, en concreto: el centro de Propaganda Misional de Seminaristas Externos (Vitoria, 1920); el centro de Propaganda Misional de Jóvenes Seglares en favor de las Misiones (Bilbao, 1920); la Unión Misional del Clero, el Secretariado de Misiones en Villa Suso, las Comisiones Parroquiales de Misiones y el Día Mensual pro‑misiones en la diócesis de Vitoria, además de las revistas Catolicismo, Orate y Nuevo llluminare.  
La Santa Sede le nombró director nacional de las Obras Misionales Pontificias (1926). Gracias a ese cargo recorrió toda la geografía peninsular organizando los servicios de Propaganda Fide en cada diócesis. En 1931 consiguió que el domingo mundial de las misiones —llamado a partir de 1943, Domund— se celebrase en todas las diócesis. Ideó el anagrama del Domund. 
Durante la Guerra Civil se refugió en la embajada de Noruega, desde donde ayudó a diversos refugiados y perseguidos por los republicanos. Al concluir la contienda, fue confirmado director nacional de las Obras Misionales Pontificias, cargo que desempeñó hasta su muerte. Se ocupó de restaurar e impulsar los secretariados de misiones, unificando las distintas Obras Misionales Pontificias en todas las diócesis. Durante cuarenta años promovió un gran número de campañas misionales, orales y escritas.
Fue el principal promotor del movimiento misional moderno español, del que también formaron parte los jesuitas Hilarión Gil y José Zameza. Todos ellos, estrechamente vinculados a la Universidad Pontificia de Comillas, donde surgió dicho movimiento. 
El 15 de marzo de 1968, mientras realizaba el trayecto entre Santiago de Compostela y Madrid, falleció calcinado en un accidente ferroviario en las proximidades de Santa María de la Alameda, a pocos kilómetros de El Escorial. Fue enterrado en una fosa común en el mismo pueblo, junto a los otros diecinueve pasajeros que viajaban en el mismo tren.